# Odieta
Odieta est une ville et une commune de la Communauté forale de Navarre (Espagne).
Elle est située dans la zone mixte, où le basque n’a pas de statut officiel sauf dans les administrations publiques. Elle fait partie de la mérindade de Pampelune et est à 18,6 km de celle-ci. Le secrétaire de mairie est aussi celui d'Ultzama.

## Villages
La municipalité se compose des villages suivants, selon la nomenclature de la population publiée par l'INE (Institut National de Statistique).
| Nom village | Pop. (2006) |
| ----------- | ----------- |
| Anotzibar   | 29          |
| Ziaurritz   | 59          |
| Gaskue      | 33          |
| Gelbentzu   | 25          |
| Gendulain   | 19          |
| Latasa      | 30          |
| Ostitz      | 108         |
| Erripa      | 38          |

## Langues
En 2011, 35,2% de la population de d'Odieta ayant 16 ans et plus avait le basque comme langue maternelle. La population totale située dans la zone mixte en 2018, comprenant 98 municipalités dont Odieta, était bilingue à 12.4%, à cela s'ajoute 9.4% de bilingues réceptifs.

### Sources
- (es) Cet article est partiellement ou en totalité issu de l’article de Wikipédia en espagnol intitulé « Odieta » (voir la liste des auteurs).